# Acid Eaters
| Оценки критиков      | Оценки критиков |
| Источник             | Оценка          |
| -------------------- | --------------- |
| AllMusic             | [ 1 ]           |
| Entertainment Weekly | A−              |
| Robert Christgau     | [ 3 ]           |
| Rolling Stone        | [ 4 ]           |

Acid Eaters (с англ. — «Пожиратели кислоты») — тринадцатый студийный альбом американской рок-группы Ramones, вышедший в 1993 году.

## Об альбоме
Acid Eaters записан и издан в 1993 году. Представляет собой кавер-альбом рок-опусов 60-х годов преимущественно психоделической направленности.

## Список композиций
1. «Journey to the Center of the Mind» Путешествие в центр сознания (Ted Nugent/Steve Farmer) — 2:52 (The Amboy Dukes)
2. «Substitute» Замена (Pete Townshend) — 3:15 (The Who)
3. «Out of Time» Вне времени (Mick Jagger/Keith Richards) — 2:41 (The Rolling Stones)
4. «The Shape of Things to Come» Очертания грядущих событий (Barry Mann/Cynthia Weil) — 1:46 (Max Frost and the Troopers)
5. «Somebody to Love» Кто-то для любви (Darby Slick) — 2:31 (The Great Society)
6. «When I Was Young» Когда я был молодым (Eric Burdon/John Weider/Victor Briggs/Daniel McCulloch/Barry Jenkins) — 3:16 (The Animals)
7. «7 and 7 Is» 7 и 7 равно (Arthur Lee) — 1:50 (Love)
8. «My Back Pages» Мои невидимые страницы (Bob Dylan) — 2:27 (Боб Дилан)
9. «Can’t Seem to Make You Mine» Не могу сделать тебя своей (Sky Saxon) — 2:42 (The Seeds)
10. «Have You Ever Seen the Rain?» Видела ли ты когда-нибудь дождь? (John Fogerty) — 2:22 (Creedence Clearwater Revival)
11. «I Can’t Control Myself» Я не могу себя контролировать (Reg Presley) — 2:55 (The Troggs)
12. «Surf City» Город сёрфа (Brian Wilson/Jan Berry) — 2:26 (Jan and Dean)

## Участники записи
- Joey Ramone — вокал
- Johnny Ramone — гитара
- C.J. Ramone — бас
- Marky Ramone — ударные